# Fuente de la Barcaza
La Fuente de la Barcaza (en italiano: Fontana della Barcaccia) es una célebre fuente de Roma de estilo barroco, que se encuentra situada en plaza de España, al pie de las escalinatas de la Trinità dei Monti. 

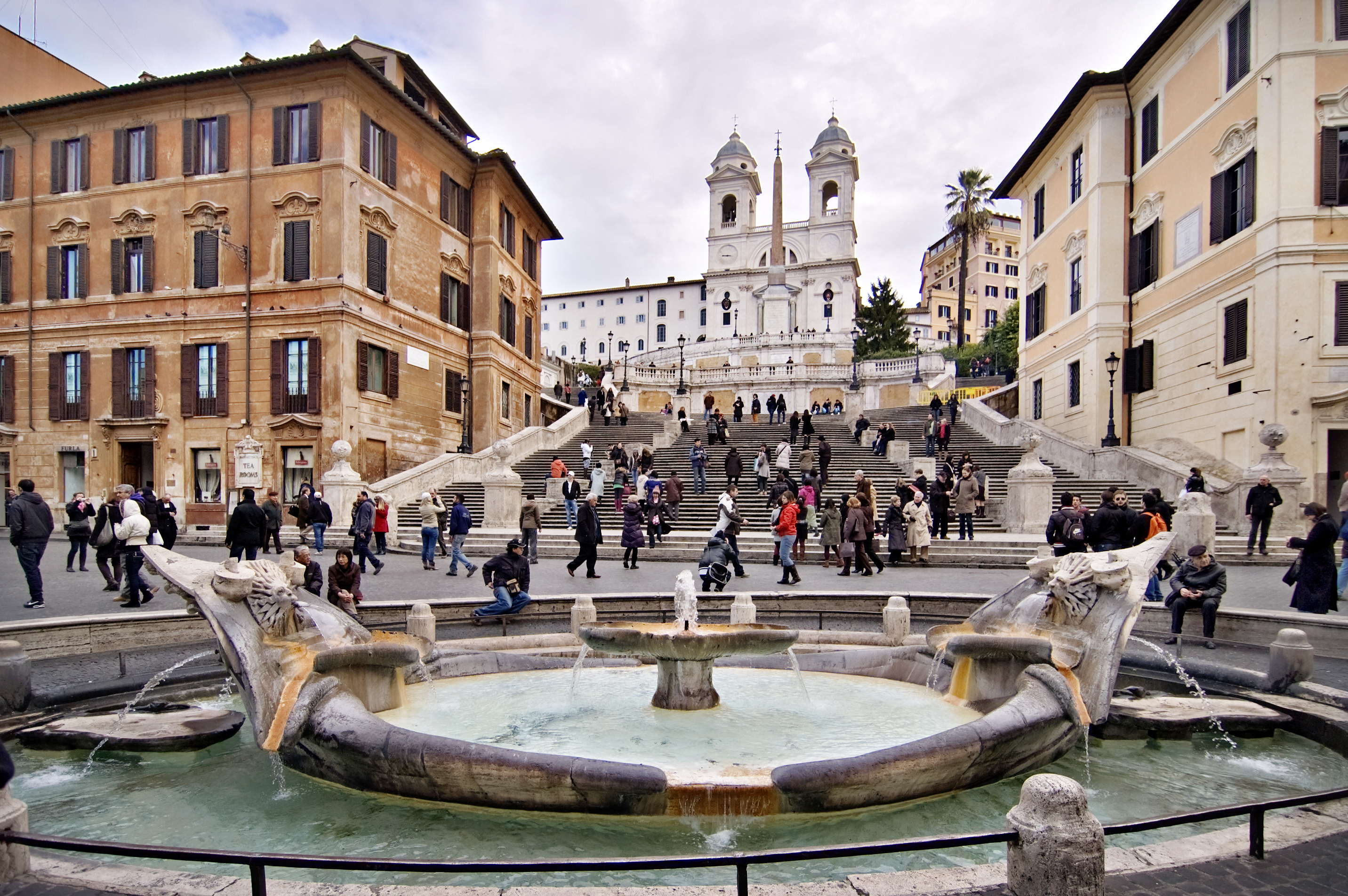
Vista de la fuente de la barcaza y detrás las escalinatas de la Trinità dei Monti.

La obra fue encargada por el papa Urbano VIII a Pietro Bernini, que fue ayudado en la construcción por su hijo Gian Lorenzo. La fuente que representa una barcaza a medio hundir fue realizada entre 1627 y 1629. El diseño está inspirado, según cuenta la tradición, en la llegada a la plaza de una barca durante la crecida del río Tíber, en la Navidad de 1598. Pietro Bernini tuvo que superar algunas dificultades técnicas en su construcción, debido a la baja presión con que corría el agua en esta zona, procedente del acueducto del Acqua Vergine. Como no era posible habilitar ni manantiales ni cascadas, construyó una bañera de forma ovalada a nivel ligeramente más bajo que el de la calle, que envuelve a una barca semihundida, con la proa y la popa idénticas, más elevadas que los bordes laterales. Completan la fuente elementos decorativos en forma de soles y abejas, símbolos de la familia Barberini a la que pertenecía el papa Urbano VIII.

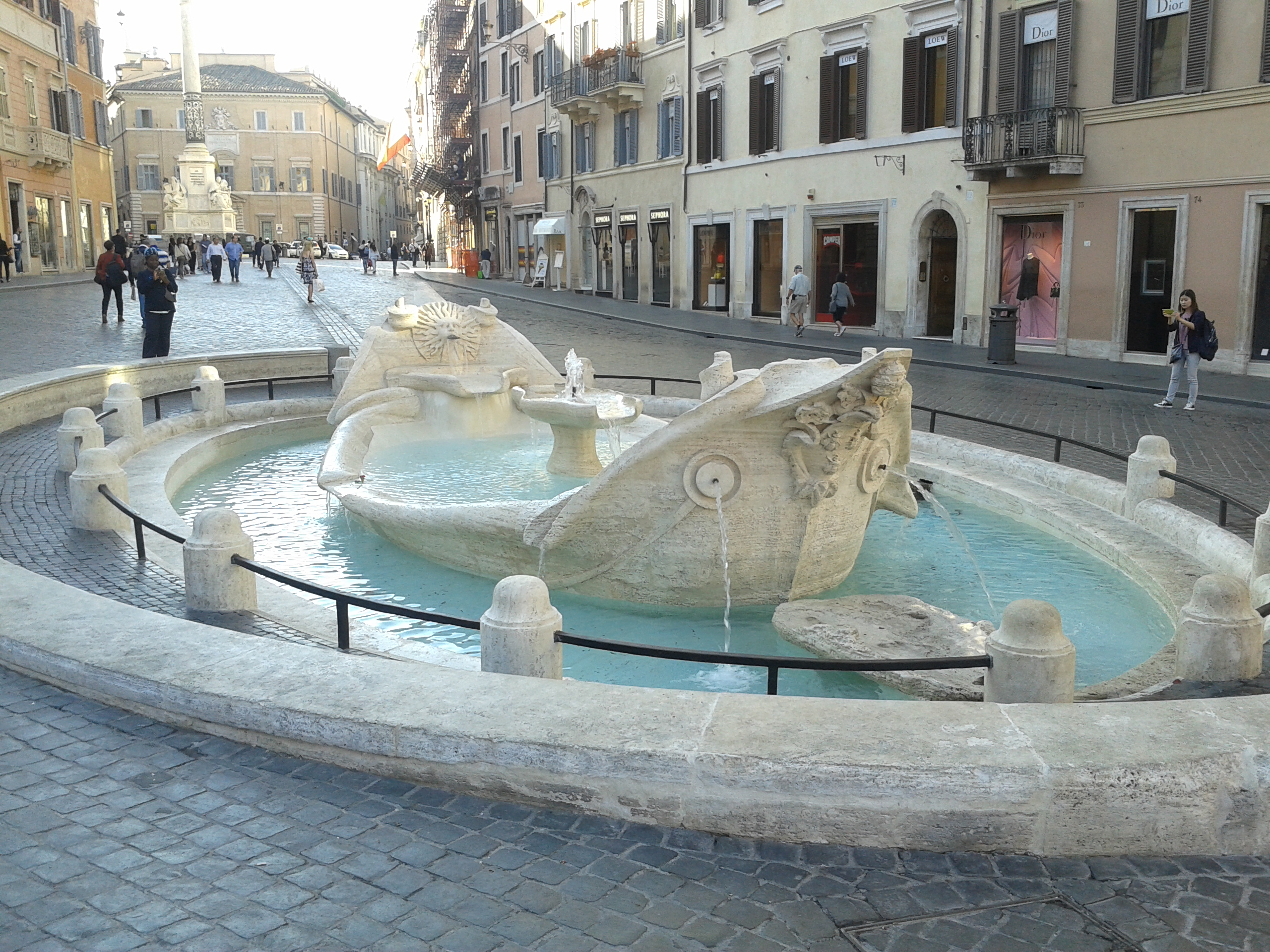
Fontana della Barcaccia